# East Delhi (distrikt)
East Delhi er et distrikt i det indiske nationale hovedstadsterritorium Delhi.

## Demografi
Ved folketællingen i 2011 var der 1,707,725 indbyggere i distriktet, mod 1,463,583 i 2001. Den urbane befolkningen udgør 99,79 % af befolkningen.
Børn i alderen 0 til 6 år udgjorde 11,10 % ved folketællingen i 2011 mod 14,05 % i 2001. Antallet af piger i den alder per tusinde drenge er 870 i 2011 mod 865 i 2001.